# Sankt Nikolai kapell, Egina
Sankt Nikolai kapell, eller Sankt Nikolai Thalassinos kapell, är ett grekiskt-ortodoxt kapell beläget vid en hamn på ön Egina, strax utanför staden Aten, i Grekland.
Kapellet är helgat åt helgonet Sankt Nikolaus.

## Historik
Enligt traditionen byggdes Sankt Nikolai kapell på Egina någonstans under 1600-talet av hantverkare från ön Paros i Kykladerna.

## Övrigt
Kapellet brukar även vara mycket populärt för dop och bröllop.

## Bilder

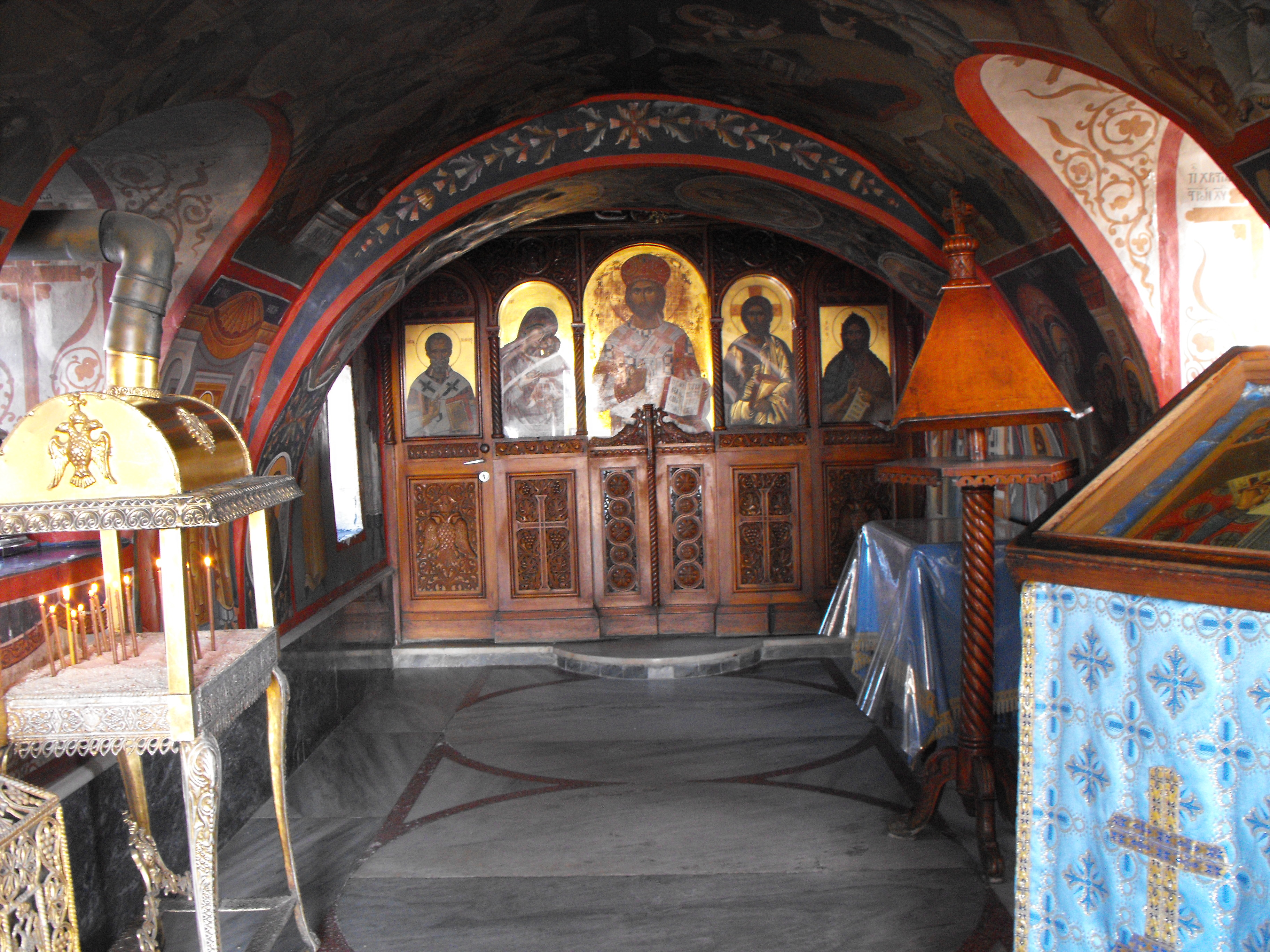
Kapellets interiör mot ikonostasen.
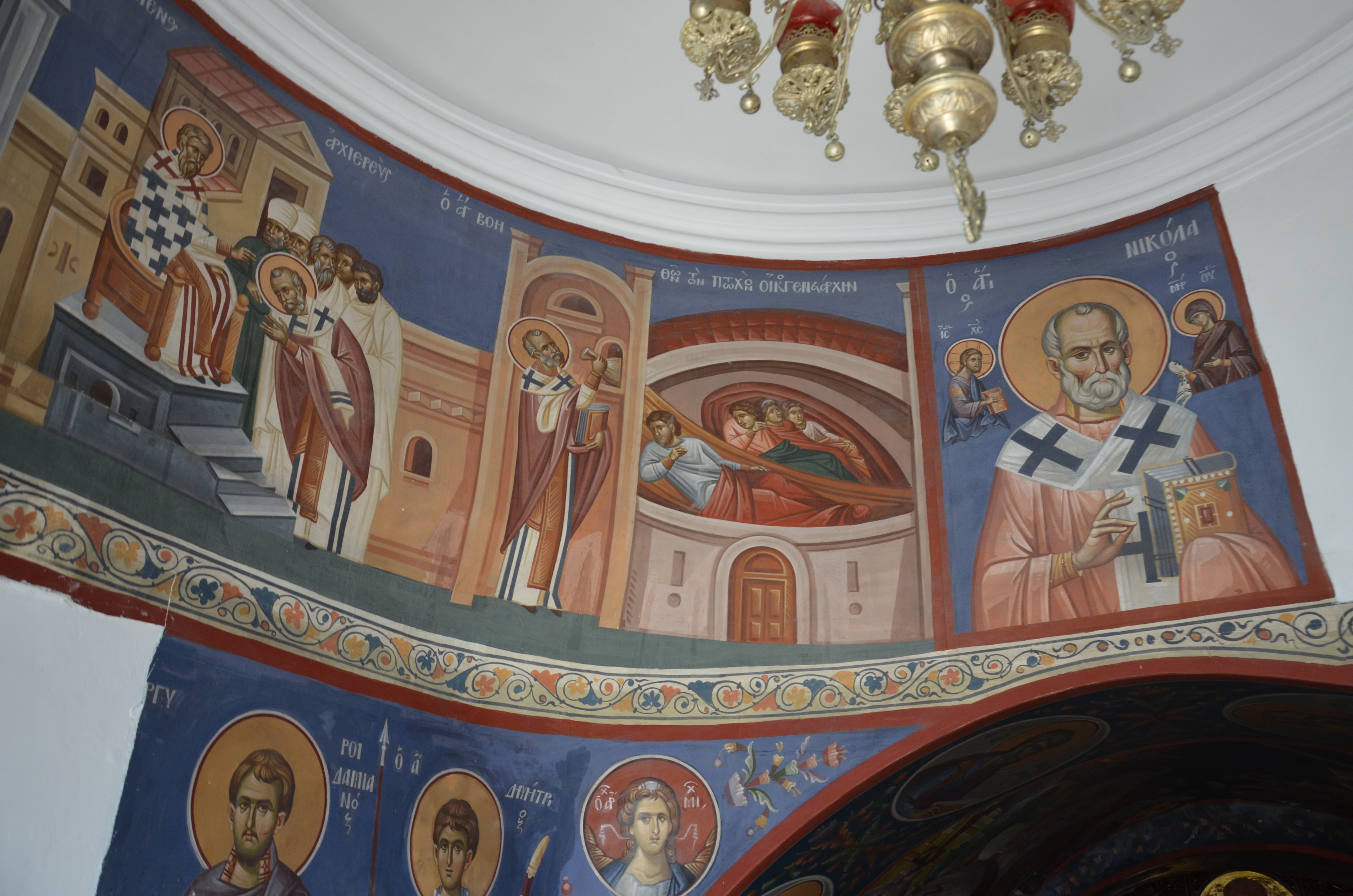
Fresker.
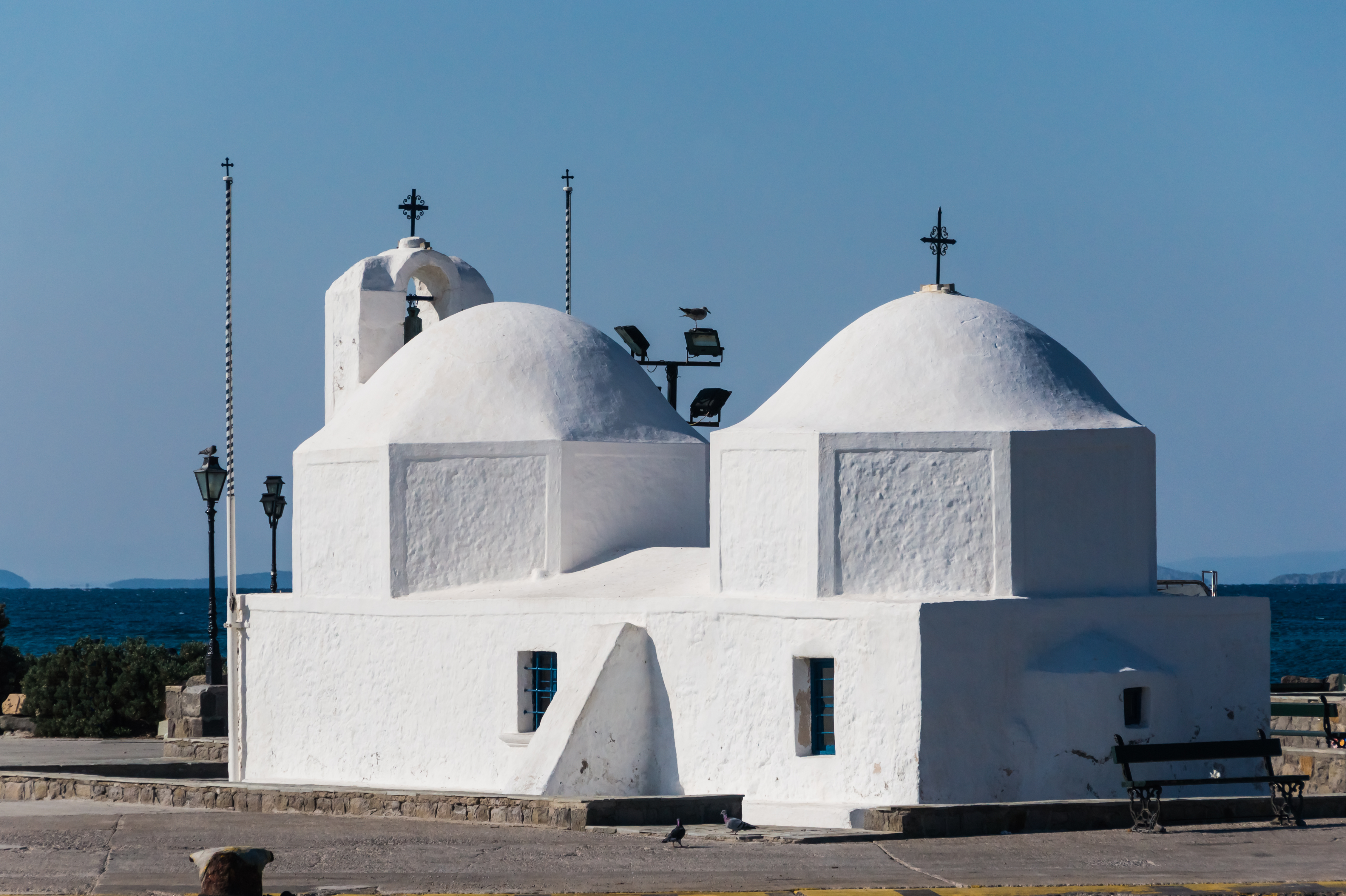
Baksidan.